# SFDK
SFDK, sigle de Straight From Da Kranny, qui plus tard, sur décision du groupe, deviendra « Siempre Fuertes De Konciencia », est un groupe de hip-hop espagnol, originaire de Séville, formé par Zatu (Saturnino Rey, MC) et Acción Sánchez (Óscar Sánchez, DJ).

## Biographie
Le groupe se forme en 1992 et sort trois démos entre 1993 et 1996, étant un des groupes pionniers du hip-hop espagnol. Le style du groupe a suivi une évolution intéressante : si les démos sont encore assez influencées par le hip-hop old-school américain, le groupe forge son style avec leur premier album Siempre Fuertes en 1999, cet album évolue dans un genre très hardcore avec des bases musicales sombres et agressives et un rap très grave et guttural, et il est considéré comme l'un des tout meilleurs albums de hip-hop espagnol[réf. nécessaire].
À la suite de cet album, SFDK change radicalement son style : Zatu remplace son chant grave par un flow beaucoup plus basique et les instrumentaux deviennent plus rythmés et dansants. Avec leur nouveau style et l'album Desde los chiqueros le groupe trouve un grand succès critique et surtout commercial. Depuis cet album, le groupe continue dans un style plus grand public et jouit d'une popularité considérable au niveau national, malgré le fait que les fans de la première heure attendent toujours un retour à leurs sources hardcore qui semblent de plus en plus loin.
Le 21 mars 2007, le groupe publie son cinquième album Los veteranos, un album vendu à plus de 35 000 exemplaires[réf. souhaitée]. Ils sont ensuite nommé à la 12e édition des Premios de la Música 2008 dans la catégorie « meilleur album de rap ». Le 24 novembre 2009 sort son sixième album intitulé Siempre Fuertes 2. Avec ce nouvel album, le groupe tente de revenir au style hardcore qui le caractérisait aux débuts. Il fait participer des artistes comme Jefe de la M et Legendario. L'album gagne l'édition XIII des Music Awards 2009 dans la catégorie « meilleur album de rap ».
Le 13 décembre 2011 sort le double LP Lista de invitados qui fait participer des artistes de gangsta rap, comme Látex Diamond, Mitsuruggy, Trad Montana), Duddy Wallace et Xcese. Le 16 décembre 2014 sort leur septième album intitulé Sin miedo a vivir.

## Discographie

### Albums studio
- 1999 : Siempre fuertes
- 2000 : Desde los chiqueros
- 2003 : 2001 Odisea en el lodo
- 2005 : 2005
- 2007 : Los veteranos
- 2009 : Siempre Fuertes 2
- 2014 : Sin miedo a vivir